# Herb Żerkowa
Herb Żerkowa – jeden z symboli miasta Żerków i gminy Żerków w postaci herbu.

## Wygląd i symbolika
Herb przedstawia w polu czerwonym złotą łódź pod takąż gwiazdą sześciopromienną.
Wizerunek herbowy nawiązuje herbu szlacheckiego Łodzia.

## Historia
Herb związany ze szlachecką rodziną Górków-Roszkowskich, który w latach 1539-1618 byli właścicielami Żerkowa. W roku 1565 Jan Górka-Roszkowski nadał miastu herb: złota łódź – godło rodowe Górków (Łodzia), nad nią sześcioramienna gwiazda. Ustanowiony przez Radę Miejską 29 kwietnia 2019 roku.